# Глизе 581 e
Глизе 581 e (Gliese 581 e) — четвёртая по порядку открытия и ближайшая по расположению экзопланета в планетной системе звезды Глизе 581, находящейся на расстоянии около 20 световых лет от Земли в созвездии Весов. Масса не меньше 1,9 масс Земли.
Планета обращается на расстоянии 0,03 астрономической единицы вокруг звезды и делает один оборот вокруг звезды за 3,14 земных суток.
Открытие планеты было объявлено сотрудником Женевской обсерватории Мишелем Майором 21 апреля 2009 года на Европейской конференции по астрономии. Планета была обнаружена с помощью высокоточного спектрографа HARPS, установленного на 3,6−метровом телескопе Ла-Силья Европейской южной обсерватории в Чили.
До открытия Глизе 581 e самой маленькой по массе известной экзопланетой была сверхземля MOA-2007-BLG-192L b (3,3 массы Земли). С 24 августа 2010 года экзопланетой с наименьшей известной массой, обращающейся вокруг нормальной звезды, стали считать HD 10180 b массой 1,35 ± 0,23 M⊕. В 2011 году открыли миниземлю Kepler 20 f размером с Землю и массой 0,66 массы Земли. В 2012 году была открыта миниземля KOI-961 d размером с Марс и массой <0,9 массы Земли.